# The Wheely's

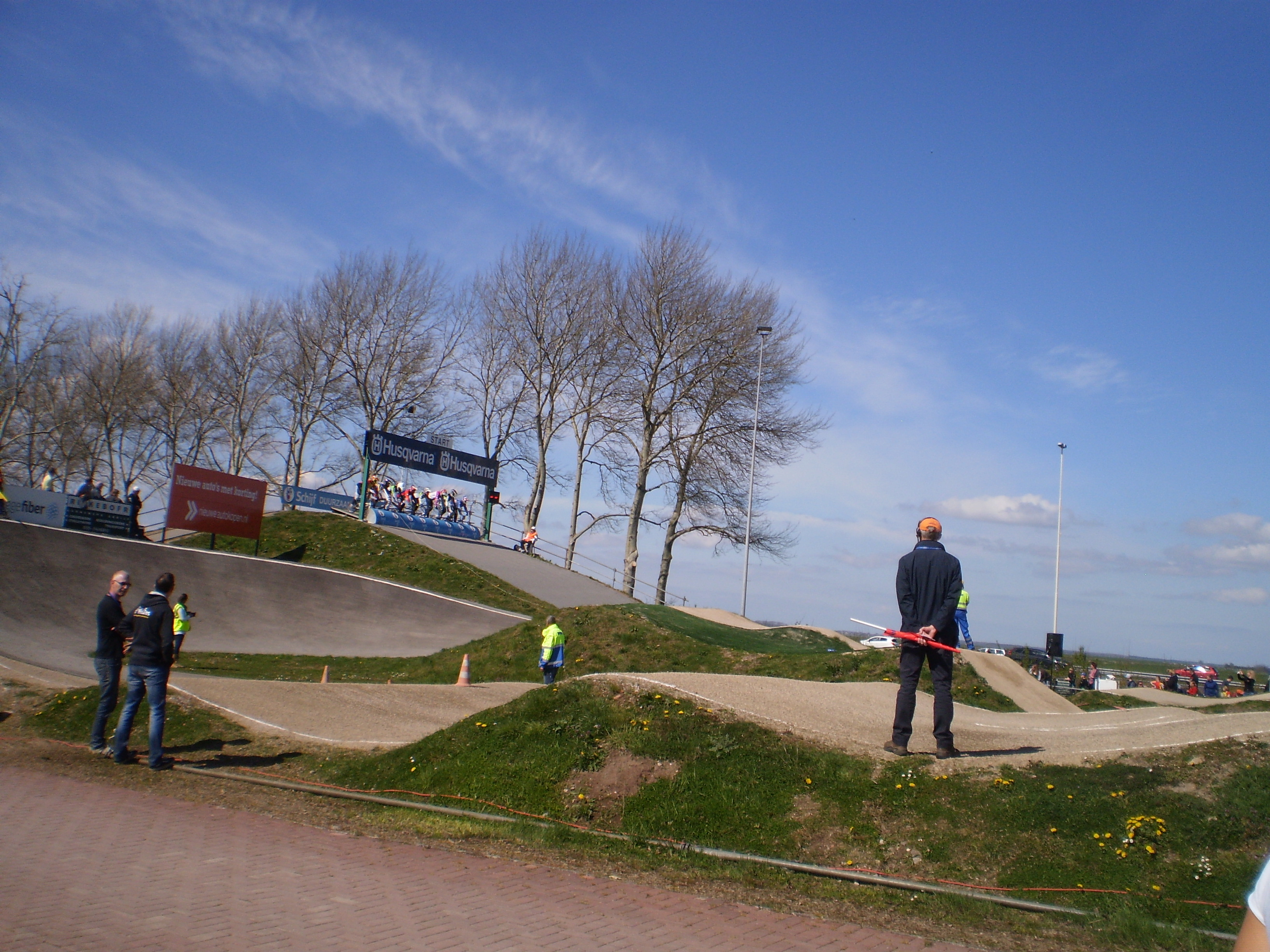
Startheuvel De Wheely's (2015)

The Wheely's is een fietscrossclub in Baarn in de provincie Utrecht. De vereniging is gevestigd aan de Geerenweg op sportpark Ter Eem, langs de A1.
De vereniging werd opgericht in maart 1980. De naam is ontleend aan een wheelie waarbij zodanig wordt gebalanceerd op een fiets dat men alleen op het achterwiel rijdt. Het wedstrijdcircuit heeft een lengte tussen de 350 en 450 meter. De hindernissen bestaan uit bulten, viaducten en kombochten.
Om aan de eisen van het lidmaatschap van de Koninklijke Nederlandsche Wielren Unie te voldoen werd in februari 1984 een parcours aangelegd en volgde de aanstelling van een gediplomeerde trainer. Sindsdien werd hier enkele malen het nationaal kampioenschap gehouden. 
In juni 1986 kreeg de inmiddels flink gegroeide vereniging een nieuw terrein toegewezen van 12.000 m². In augustus 1988 kon een nieuw parcours in gebruik genomen worden dat aan internationale eisen voldeed. Twee jaar later werd een nieuw onderkomen betrokken en kwam er een nieuw starthek.
Imro Kokkie  Kokelaar van de vereniging werd in 2013 Europees Kampioen in de klasse 'cruiser' en de 'kleine wielen'.

## Wedstrijden
- Gooi- & Eemland Cup - competitie voor beginnende fietscrossers
- Midden Nederland Cup - beginnende rijders met de BMX-fietsen